# 沙漠科技隱形偵察兵狙擊步槍
隱形偵察兵（英語：Stealth Recon Scout，簡稱：SRS）是一系列由美国槍械製造商沙漠科技公司（英語：Desert Tech，DT；前稱：沙漠戰術武器公司，DTA）所研製及生產的新一代模塊化及多種口徑犢牛式手動狙擊步槍，在2008年SHOT Show（美國著名槍展）上首度揭幕，發射.243溫徹斯特（6.2×52毫米）、6.5×47毫米Lapua、.260雷明登（6.5-08 A-Square，6.5×51毫米）、7毫米Winchester Short Magnum、.308 Winchester（7.62×51毫米北約）、.300溫徹斯特麥格農（.300 Win Mag，7.62×67毫米B）、.338 Norma Magnum（8.59×63.5毫米）和.338拉普麥格農（.338 Lapua Mag，8.6×70毫米或8.58×70毫米）等口徑的步枪子彈。

## 設計細節
隱形偵察兵的特別是不同之處在於它是其中一枝採用犢牛式佈局的手動槍機步枪。這賦予了這枝步槍一個相對而且緊湊的設計；生產商方面宣稱比傳統型狙擊步槍縮短了279.4毫米（11英吋）。由於採用了犢牛式佈局，機匣、彈匣和槍機的位置都改為手槍握把後方的槍托內，因此操作上與其他大多數傳統式步槍設計略有不同。這樣的佈局也將更多的重量轉移到步槍的後方，生產商方面聲稱，這樣能夠創造了一個中心平衡點，大大提高了武器的平衡性。
隱形偵察兵的槍背帶連接點位於武器的護木中心線的平衡點兩側，左右兩側具有四個槍背帶孔（隱蔽步槍型為兩個），以確保它挎著時能夠平放。聚合物製造的槍托採用了兩片式結構，用螺釘固定在一起。槍托組件後半部份就是使用者貼腮和抵肩部份。使用者貼腮部份下方為彈匣插座，彈匣卡箏設置在彈匣插座後方，左右兩側均有設置，亦可以單手操作。它採用了最佳高度的瞄準鏡環以配合其貼腮位置，使瞄準鏡軸線與使用者眼睛的高度保持一致，取代了現代狙擊步槍中常見的可調節式托腮板的需要。槍托尾部下方設有防滑紋。槍托後方設有橡膠製緩衝墊，這緩衝墊可以從槍托尾部拆卸下來並且裝上槍托墊板加厚（加長），通過調節其厚度以適應身型不同的使用者。而槍托下方更有一個可根據用戶需求設置的駐鋤，與前端的兩腳架相配合，可以讓隱形偵察兵自行穩定在射擊位置上，這樣使用者可在執行觀察任務時充分休息，無需時時刻刻端著狙擊步槍，有助於保存體力。保險裝置設在扳機上方兩側，可以在使用者的手不離開手槍握把以下單手操作。將保險向前推為解除保險位置，向後推則是保險位置。
最初設計的隱形偵察兵是發射.338拉普麥格農口徑步枪子彈，但其後亦先後新增其他五種口徑：.243溫徹斯特（6.2×52毫米）、.308 Winchester（7.62×51毫米北約）、.300溫徹斯特麥格農（7.62×63毫米B）和現在的.260雷明登（6.5-08 A-Square，6.5×51毫米）、6.5×47毫米Lapua，這些口徑亦可以通過更換槍管和槍機就能在6種口徑間轉換。更換槍管時，只需使用扳手將槍托左側、扳機上方的槍管固定旋鈕擰動180°即可。
.338口徑衍生型是由5發可拆卸式彈匣供彈，並且採用一根660.4毫米（26英吋）比賽等級自由浮動式凹槽槍管（隱蔽步槍型的槍管沒有凹槽以保證全槍质量平衡）。標準槍管上於槍口裝有制退器，它可以被拆卸，以便利用其螺紋槍口用以安裝消聲器，或是裝上槍口帽以保護槍口螺紋。這枝步槍使用的可調節比賽等級扳機可以調節扳機行程和扳機扣力（可在1—6磅力、4.4—26.7牛頓之間調節）。它保證具有標準0.5MOA（0.15毫弧度）的精度。
步槍是由聚合物（橄欖色，黃褐色或是黑色）、鋁和鋼所構成。護木四周和上機匣整合了MIL-STD-1913戰術導軌系統，用以裝上各種戰術附件，例如兩腳架、戰術燈、雷射瞄準器或日間／夜間光学狙擊鏡、紅點鏡／反射式瞄準鏡、全息瞄準鏡、棱鏡式瞄準鏡、夜視儀、热成像仪、以戰術導軌安裝的機械瞄具。上機匣的全長式MIL-STD-1913戰術導軌可以使用流行的前後串連式安裝配置模式擴大瞄準具附件的加裝應用模式。

## 使用國
- 捷克
  - 捷克共和國軍隊
  - 特警單位
- - 格魯吉亞武裝部隊[5]（裝上本土生產的消音器）[6]
  - 格魯吉亞內務部（英语：Ministry of Internal Affairs (Georgia)）
- 印度尼西亞
  - 印尼國家武裝部隊
- 立陶宛
  - 立陶宛武裝部隊
- 沙烏地阿拉伯
  - 沙特皇家近衛團（英语：Saudi Royal Guard Regiment）
- 泰國
  - 泰國皇家警察
- 乌克兰
  - 烏克蘭國民衛隊
  - 國土防衛軍

## 流行文化

### 電影
- 2014年—：由主角约翰·威克（基努·里维斯饰演）所使用。

### 電視劇
- 《生死狙擊》
  - 第三季第三集由主角包伯·李·史瓦格（瑞恩·菲利普飾演）所使用。
- 《海豹突击队（英语：SEAL Team (TV series)）》
  - 第二季第十五集由主角Ray（Neil Brown Jr飾演）所使用。

### 电子遊戲
- 2013年—：命名為「338-Recon」，發射.338 Lapua Magnum子彈，載彈量5+1發。單人模式之中於完成「越獄風雲」（Kunlun Mountains）戰役後解鎖並且可由美国海军陆战队精英小隊「墓碑」隊長丹尼爾·雷克（Daniel Recker）所使用；多人聯機模式時為「偵察兵」（Recon）的解鎖武器包武器之一，於達到27,000點狙擊步槍得分時才能解鎖，被歸類為狙击步枪，並可以使用變焦視鏡（放大14倍）、腳架、ACOG（放大4倍）、斜視金屬瞄準器、直拉式槍機、反射式、雷射瞄準器、消音器、M145（放大3.4倍）、手電筒、防火帽、全像、彈道（放大40倍）、测距仪以及七件戰鬥包附件（綠點雷射瞄準器、LS06消音器、PBS-4消音器、PKS-07（放大7倍）、R2消音器、獵人（放大20倍）、FLIR（紅外線放大2倍）、CL6X（放大6倍）、JGM-4（放大4倍）、土狼、稜鏡（放大3.4倍）、消焰器、紅外線夜視鏡（紅外線放大1倍）、眼鏡蛇、雷射／燈光組合、PKA-S、PK-A（放大3.4倍）、PSO-1（放大4倍）、戰術燈、三光束雷射、HD-33當中之七）配套。
- 2014年—《幽靈行動：魅影》：命名為“SRS”，發射7.62×51毫米NATO子彈，7發彈匣，攜彈量為35發，只有購買了遊戲公測版的玩家才能使用。
- 2015年—：资料片「逃亡」（Getaway）武器之一。命名為「388-Recon」，歸類為栓式狙擊步槍，發射.338 Lapua Magnum子彈，載彈量5+1發，最高攜彈量為52+6發，預設裝上8倍步槍瞄準鏡，武器商店中價格為$48,000，能夠由兩方專業人士（Professional）所使用。可加裝各種瞄準鏡（反射、眼鏡蛇、全息瞄準鏡（放大1倍）、PKA-S（放大1倍）、Micro T1、SRS 02、Comp M4S、M145（放大3.4倍）、PO（放大3.5倍） 、ACOG（放大4倍）、PSO-1（放大4倍）、IRNV（放大1倍）、FLIR（放大2倍）、TA 648（放大6倍）、PKS-07（放大7倍）、步槍瞄準鏡（放大8倍）、獵人（放大14倍））、附加配件（傾斜式機械瞄具、傾斜式紅點鏡、延長彈匣（增至10+1發）、電筒、戰術燈、激光瞄準器、直拉式槍機）及槍口零件（制退器、抑制器、消焰器）。
- 2016年－《湯姆克蘭西：全境封鎖》：命名為“SRS”，載彈量5—7發；衍生型為“隱蔽型SRS（藍色）”和“SRS A1”。
- 2018年－《少女前线》：为5星RF人形。

## 圖集

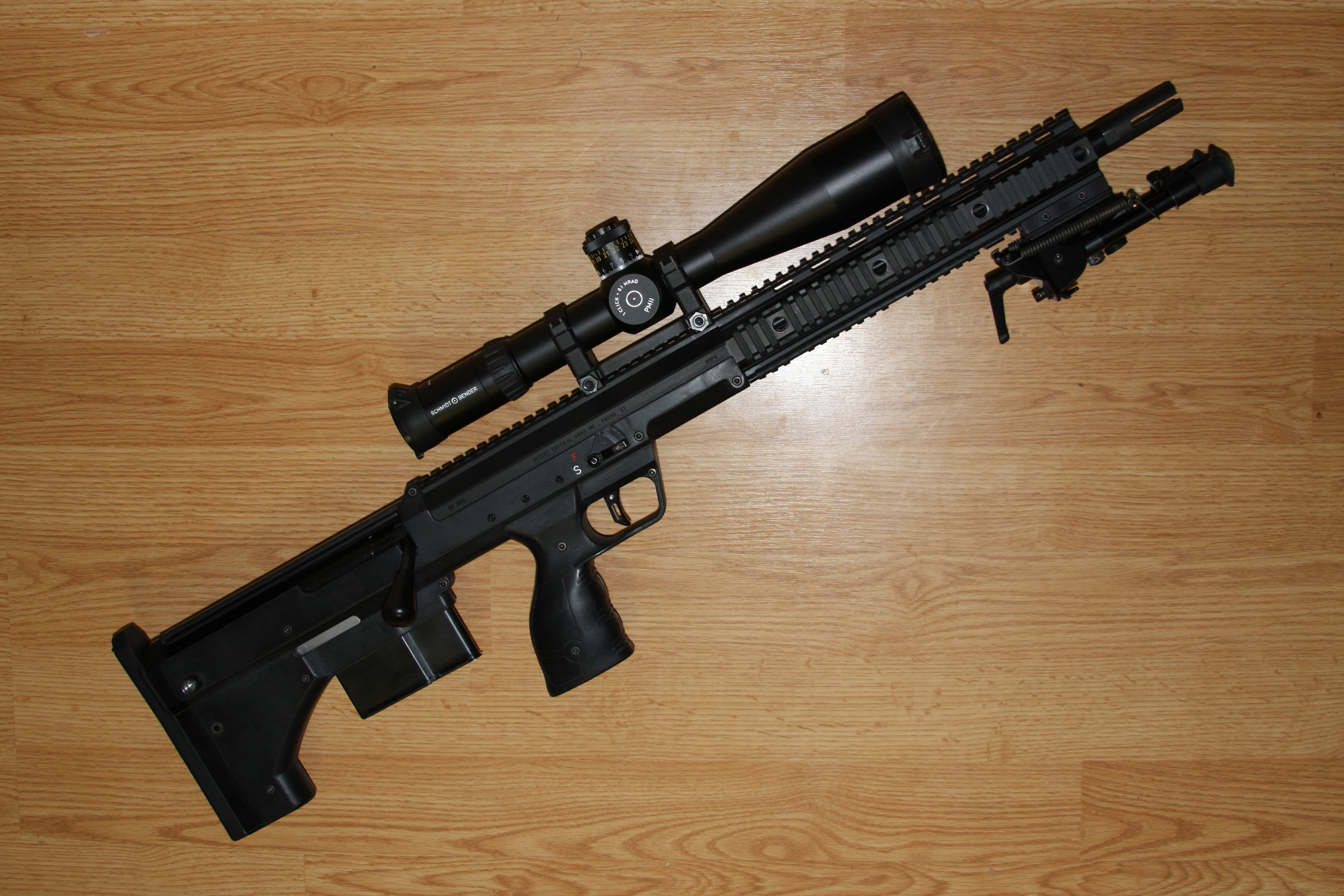
裝上消焰器的隱形偵察兵隱蔽步槍型.308
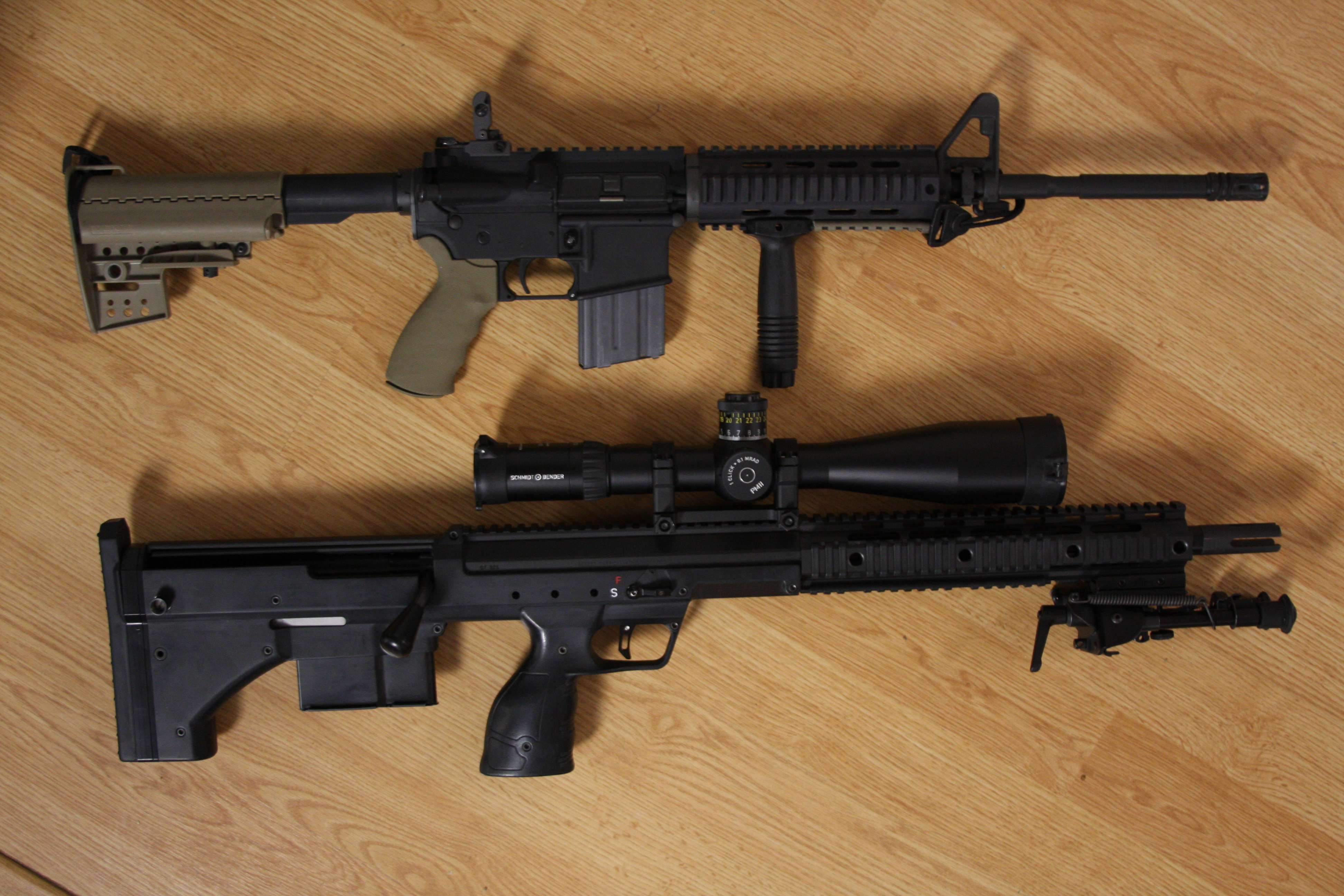
22英吋槍管的隱形偵察兵.308和16英吋槍管的AR-15的比較
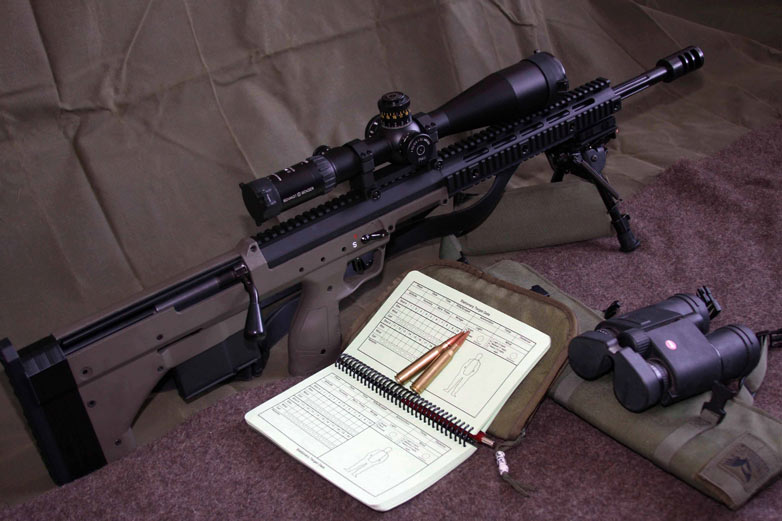
裝上槍口制退器、兩腳架和施密特-本德爾警用神槍手二型（Police Marksman II）光學狙擊鏡的隱形偵察兵.338

## 資料來源
1. ↑  .   [2012-11-09]. （原始内容存档于2008-02-18）.
2. ↑  .   [2012-11-09]. （原始内容存档于2008-02-18）.
3. ↑  .   [2012-11-09]. （原始内容存档于2016-03-25）.
4. ↑  .   [2012-11-09]. （原始内容存档于2012-11-16）.
5. ↑  .   [23 December 2014]. （原始内容存档于2014-10-06）.
6. ↑   (PDF). STC DELTA.   [2016-04-14]. （原始内容存档 (PDF)于2016-03-11）.

## 外部連結
- （英文）—Desert Tactical Arms - Manufacturer's website
- （英文）—Defense Review article on the Stealth Recon Scout （页面存档备份，存于）
- （英文）—Modern Firearms—Desert Tactical Arms Stealth Recon Scout (SRS) sniper rifle （页面存档备份，存于）
- （英文）—The Firearm Blog.com—
  - Desert Tactical Arms Stealth Recon Scout （页面存档备份，存于）
  - Desert Tactical Arms SRS Covert Rifle （页面存档备份，存于）
- （英文）—The Truth About Guns.com—Guns, Ammo, and Silencers from Desert Tech （页面存档备份，存于）
- （英文）—Tactical-Life.com—
  - Compact Sniper Magnum
  - Desert Tactical SRS .338 Lapua
  - Desert Tactical SRS .338
  - DESERT TACTICAL ARMS SRS COVERT 7.62mm
  - DTA Hard Target Interdiction
  - DTA HARD TARGET INTERDICTION .50 BMG
  - DTA SRS-A1 Rifle Chassis
  - GUN TEST – DESERT TACTICAL ARMS SRS-A1 （页面存档备份，存于）
  - Desert Tech Brings SRS-A1 Sniper System to Left-Handed Shooters （页面存档备份，存于）
- （英文）—Defense Review—
  - Desert Tactical Arms (DTA) Stealth Recon Scout (SRS) Covert Compact Bullpup 7.62x51mm NATO（7.62mm NATO）/.308 Win. Sniper Rifle for Military Special Operations (SPECOPS): First Test! （页面存档备份，存于）
  - Desert Tactical Arms Stealth Recon Scout Modular/Multi-Caliber Bullpup Anti-Materiel/Sniper Rifle for Military Special Operations Forces (SOF) and Civilian Tactical Shooters （页面存档备份，存于）
  - Desert Tactical Arms DTA HTI (Hard Target Interdiction) Sniper Rifle Chassis/DTA HTI Conversion Kit Modular Bullpup, Bolt-Action .50 BMG/.416 Barrett/.408 Cheytac/.375 Cheytac Anti-Materiel/Sniper Rifle System Goes Into Production for Civilian Tactical Shooters and Military Special Operations Forces (SOF) Tasked with Long-Range Interdiction Operations/Missions（Video!） （页面存档备份，存于）
- （英文）—Military, Security and Civilian Guns—DTA Stealth Recon Scout A1 (SRS-A1) （页面存档备份，存于）
- （英文）—EuroOptic.com—Desert Tactical Arms - DTA SRS sale! - DTA HTI （页面存档备份，存于）
- （简体中文）—D Boy Gun World（槍炮世界）—DTA SRS狙击步枪 （页面存档备份，存于）
- （繁體中文）—Civilian Gunner—Desert Tactical Arms Stealth Recon Scout (DTA SRS) .308 （页面存档备份，存于）

### 视频
- （英文）—Desert Tactical Arms, YouTube page
- （英文）—YouTube video showing a quick caliber conversion （页面存档备份，存于）